# San José de Feliciano
Pour les articles homonymes, voir Feliciano.
San José de Feliciano, est une ville de la province d'Entre Ríos en Argentine, chef-lieu du département de San José de Feliciano.
Son nom vient de Feliciano Rodriguez, un colon qui participa aux combats contre les indigènes "mepenes" dans la région au XVIe siècle.
La ville comptait 11 137 habitants en 2001, en hausse de 71,92 % par rapport à 1991.